# Cerin Amroth
Cerin Amroth is een plek uit de boeken van J.R.R. Tolkien. Het betekent zoveel als de heuvel van Amroth. De heuvel lag in het centrum van het woud van Lothlórien. Hij mag echter niet verward worden met de Caras Galadhon waar het boompaleis van Galadriel en Celeborn stond.
Volgens In de Ban van de Ring was de heuvel bedekt met een geelachtige bloem, Elanor genaamd. Dit was volgens de legende de heuvel waar Amroth die de koning van Lorien was tot aan zijn dood. Later werd hij vervangen door Galadriel en Celeborn, hoewel zij nooit officieel koning en koningin werden. Amroth kwam om aan de monding van de Anduin.
Na de oorlog om de ring huwden Arwen en Aragorn met elkaar. Toen Aragorn stierf, dwaalde Arwen nog een lange tijd op de Cerin Amroth, door een verlaten Lóthlorien.